# Mancor de la Vall
Mancor de la Vall (hiszp. Mancor del Valle)  – gmina w Hiszpanii, w prowincji Baleary, we wspólnocie autonomicznej Balearów, o powierzchni 19,89 km². W 2011 roku gmina liczyła 1330 mieszkańców.